# Charmed
Cet article concerne la série originale de 1998. Pour le reboot de 2018, voir Charmed (série télévisée, 2018).
Production
Diffusion
Charmed est une série télévisée américaine en 178 épisodes de 42 minutes environ créée par Constance M. Burge, produite par Aaron Spelling et diffusée du 7 octobre 1998 au 21 mai 2006 sur The WB.
La série raconte l'histoire de trois sœurs qui deviennent sorcières en héritant des pouvoirs transmis par leurs aïeules. Chaque sœur possède un pouvoir magique qui lui est propre et qui évolue tout au long de sa vie. Elles vivent ensemble dans un manoir. Unies par le « Pouvoir des Trois », les sœurs Halliwell utilisent leurs pouvoirs surnaturels pour combattre les sorciers, démons et autres forces maléfiques qui peuplent la ville de San Francisco en Californie. Cette série est reconnue pour son mélange des genres (du monde de l’imaginaire à l'horreur, de la comédie aux histoires de cœur).
Un reboot du même nom mettant en scène trois nouvelles sœurs, Macy, Mel et Maggie Vera, a été diffusé durant 4 saisons et 72 épisodes, de 2018 à 2022, sur le réseau The CW, obtenant des critiques négatives avant d'être annulé le 12 mai 2022.

## Synopsis
Les trois sœurs Halliwell découvrent qu'elles descendent d'une famille de sorcières et doivent apprendre à se servir de leurs pouvoirs magiques afin de lutter contre le mal et les démons qui veulent les détruire afin de s'approprier leurs pouvoirs.

### Introduction

Symbole de la série Charmed.

Charmed raconte l'histoire de trois sœurs : Prue, Piper et Phoebe Halliwell qui découvrent qu'elles sont les plus puissantes sorcières au monde. L'élément déclencheur est la découverte, par Phoebe, d'un grimoire magique nommé le Livre des Ombres. Par inadvertance, elle lit à haute voix un texte qui s'avère être une formule magique qui dote elle et ses sœurs de pouvoirs magiques. Ces dernières devront les utiliser pour défendre les innocents contre les démons, sorciers maléfiques et autres créatures du monde souterrain.
Après trois années de luttes contre les forces démoniaques qui ont vu les pouvoirs des trois sœurs se transformer et évoluer, Prue (l'aînée des trois sœurs) est tuée par Shax, l'assassin de la Source du mal. La mort de Prue brise le « Pouvoir des Trois », qui sera finalement restauré par la découverte d'une quatrième sœur Paige Matthews, celle-ci ayant la particularité d'être mi-sorcière, mi-Être de Lumière. Le Pouvoir des Trois de nouveau réuni, les sœurs Halliwell peuvent se débarrasser, essentiellement par vengeance, de l'assassin de Prue.
Une fois leur destinée accomplie, Piper, Phoebe et Paige pensent être libérées de leur devoir de protection dans le monde magique. Cependant, elles doivent tout de même poursuivre leur mission car les démons cherchent toujours à voler leurs pouvoirs, tuer des innocents, s'emparer du monde et réunifier les enfers pour devenir la prochaine Source du Mal…

### Vue d'ensemble

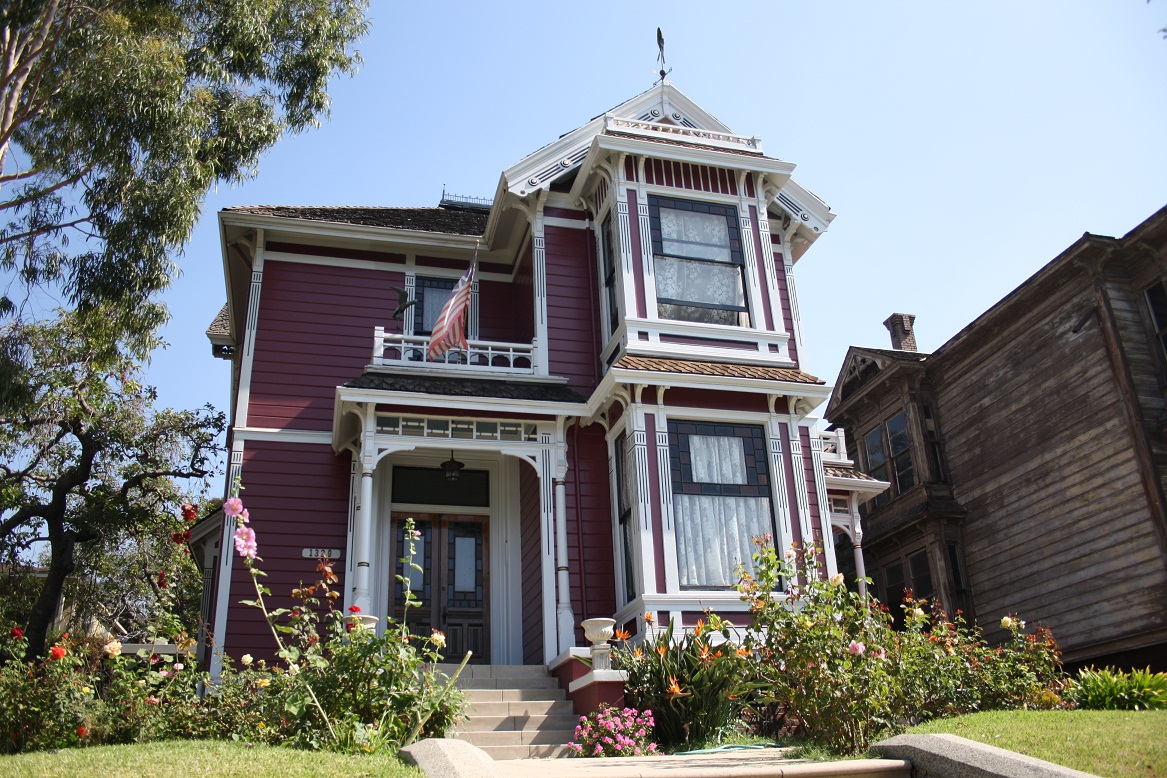
Vue de la maison de la série Charmed à Los Angeles.

L'histoire de Charmed commence avec les trois sœurs Halliwell — Prue, Piper et Phoebe — qui sont réunies six mois après la mort de leur grand-mère, Penny Halliwell. Revenant habiter dans le manoir familial à San Francisco, la benjamine, Phoebe, découvre un vieux livre — le Livre des Ombres — dans le grenier. En lisant une formule extraite du livre, elle donne involontairement le point de départ à la réalisation d'une ancienne prophétie. Après une série d'événements étranges et extrêmement pénibles qui commencent à leur arriver, les sœurs s'interrogent et finalement se rendent compte qu'elles sont des sorcières.
Elles découvrent que non seulement elles possèdent des pouvoirs surnaturels, mais qu'elles sont en plus issues d'une longue lignée de puissantes sorcières. La toute première sorcière de la lignée, Melinda Warren, possédait trois pouvoirs : le pouvoir de déplacer les objets par la pensée, d'arrêter le temps et de voir dans le futur. Melinda est morte sur le bûcher pendant les procès des sorcières de Salem. Cependant, avant de mourir, elle a souhaité que toutes les générations de sorcières qui lui succéderaient deviennent de plus en plus fortes avec comme point culminant l'arrivée de trois sœurs. Elles seraient les sorcières les plus puissantes que le monde ait pu connaître. Ces trois sorcières bienfaisantes formeraient le « Pouvoir des Trois », la plus puissante force magique de tous les temps.
Prue Halliwell, l'aînée, la plus protectrice et la plus puissante des trois sœurs, développe le pouvoir de télékinésie : elle arrive à déplacer les objets par la pensée. Dans un premier temps, son pouvoir se déclenche en général lorsqu'elle est en colère ou apeurée. Au début, elle canalise son pouvoir dans ses yeux. Mais elle arrive très vite à canaliser la puissance de son pouvoir dans ses mains, tout comme son ancêtre Brianna et sa grand-mère (qui utilise pour la première fois la télékinésie dans un épisode de la première saison intitulé Le pacte). Elle développe par la suite le pouvoir de projection astrale qui lui permet de projeter son esprit dans un corps solide alors que son corps tombe dans le sommeil jusqu'au retour de son esprit. Son pouvoir de projection astrale se développe pour la première fois dans un épisode de la deuxième saison (Usurpation d'identité) quand elle ressent le besoin pressant d'être à deux endroits en même temps. Elle n'est cependant pas capable d'utiliser son pouvoir de télékinésie en complément de son pouvoir de projection astrale. Dans l'épisode de la troisième saison intitulé À fleur de peau, une des dernières fois où elle utilise son pouvoir de projection astrale, Prue parvient à projeter son corps astral sans que son corps « physique » ne perde conscience grâce au pouvoir d'empathie qu'elle obtient dans cet épisode (elle perd ce pouvoir après avoir vaincu le démon de cet épisode).
Piper Halliwell, d'abord la cadette (et la médiatrice), puis l'aînée dès le début de la saison 4, reçoit le pouvoir d'arrêter le temps. Son pouvoir agit en vérité sur les molécules. Ces dernières sont tellement ralenties que l'on a l'impression que le temps s'arrête. Le pouvoir de Piper se déclenche dans un premier temps lorsque la sorcière est apeurée. Au début, Piper a du mal à maîtriser son pouvoir. De plus, celui-ci n'a qu'une portée limitée et il ne lui permet pas de maintenir les gens ou les objets figés pendant très longtemps. Elle doit attendre que son pouvoir se développe pour que celui-ci ait une portée plus significative. Elle arrive à figer des pièces entières, des étages entiers d'un immeuble ou à concentrer son pouvoir sur un objet ou une personne sans que tout ce qui se trouve autour soit pour autant figé. Elle arrive ensuite à maintenir des démons ou des gens figés tout en libérant certaines parties de leur corps, comme leur tête, ce qui est très pratique lorsqu'elle doit interroger des démons (elle utilise pour la première fois son pouvoir de cette façon dans un épisode de la troisième saison intitulé Démon contre démon). Piper peut aussi figer des personnes pendant une très longue période sans être obligée de rester dans la pièce pour maintenir l'effet de son pouvoir. Par la suite, les pouvoirs de Piper évoluent et la sorcière se découvre le pouvoir d'accélérer les molécules appelé aussi « combustion moléculaire » dans l'épisode Le retour de Balthazar. Elle sera alors capable de faire éclater des objets en morceaux et de faire exploser des démons ou des boules d'énergies. Ce nouveau pouvoir se déclenche généralement lorsque Piper est en colère.
Phoebe Halliwell, d'abord la benjamine, puis la cadette au début de la saison 4, reçoit le pouvoir de prémonition qui lui permet de voir l'avenir. Son pouvoir se déclenche lorsqu'elle touche des objets ou des gens (ou bien simplement en étant dans une pièce lorsque celle-ci est forte en ondes psychiques). Au départ considéré comme passif, son pouvoir va devenir actif. Avec le temps, il évolue de différentes façons. Ainsi, elle commence à avoir des visions d'événements passés dans un épisode de la première saison intitulé La sorcière de Salem, ce qui fait d'elle la première des trois sœurs qui voit son pouvoir évoluer. Son pouvoir de prémonition devient ensuite plus fort et lui permet de ressentir les émotions de sa prémonition. Par exemple, elle est capable de percevoir ce que ressent sa mère qui se noie dans un épisode de la deuxième saison (Le mystère du lac). Dans un épisode de la cinquième saison intitulé Le mauvais œil, Phoebe cherche l'aide de gitans pour comprendre pourquoi elle n'a pas eu de prémonitions depuis plusieurs mois. En remédiant au problème de surcharge de travail, Phoebe retrouve l'entière capacité de ses pouvoirs et son pouvoir de prémonition évolue. Elle se projette à l'intérieur de sa vision et lorsqu'elle est blessée dans sa prémonition, elle l'est aussi dans le monde réel. Phoebe expliquera à ses sœurs que son esprit a été projeté dans l'avenir, dans sa vision. Avec cette évolution de pouvoir, Phoebe peut partager ses prémonitions avec ceux qui ont un don de voyance et pourra « provoquer » ses visions pour faciliter la chasse aux démons. Elle développe ensuite le pouvoir de lévitation, qui est très pratique lorsqu'il est allié à ses techniques d'arts martiaux. Celui-ci est vu pour la première fois dans un épisode de la troisième saison intitulé Faces cachées. Son pouvoir d'empathie, qui apparaît au début de la sixième saison, lui permet de lire les émotions des autres. Elle peut réussir à canaliser ses pouvoirs et à renvoyer les attaques de démons ou d'autres forces magiques comme c'est le cas avec les Valkyries dans l'épisode L'âme des guerrières - 2e partie. Plus tard, elle perd ses pouvoirs personnels, puis les retrouve après une brève période.
Paige Matthews est la benjamine des sœurs et apparait dès le début de la saison 4. Paige est née de l'union clandestine entre Patty, la mère des trois sœurs, et son Être de Lumière Sam (un Être de Lumière est en quelque sorte l'ange gardien d'une sorcière). Comme ce type d'union était interdit à l'époque, Sam et Patty ont confié leur bébé à sœur Agnès, une nonne, en lui demandant de choisir un prénom pour l'enfant qui commence par la lettre « P » afin de perpétuer la tradition. La famille Matthews a ensuite adopté la petite fille. De son père être de lumière, Paige a hérité ses pouvoirs magiques. Son premier pouvoir à apparaître dans la série est le pouvoir de s'éclipser, disparaître et apparaître où elle le désire pour échapper au démon Shax dans l'épisode Les Liens du sang (1/2). Ce pouvoir est au début déclenché par la peur et la surprise. Paige possède aussi le pouvoir d'Orbing-Télékinésie qui consiste à déplacer les objets, avec la voix, en les téléportant dès l'épisode Les Liens du sang (2/2). Les pouvoirs d'Être de Lumière de Paige se développent petit à petit et particulièrement au milieu de la huitième saison lorsqu'elle arrive à guérir et à localiser les autres. Du côté de sa mère, Paige hérite des pouvoirs de base de la sorcellerie qui lui permettent de jeter des sorts, fabriquer des potions, utiliser les objets magiques… Mais elle hérite surtout du pouvoir qui lui permet de former le Pouvoir des Trois. À la fin de la série, Paige est le premier Être de Lumière capable de se battre.
L'un des thèmes récurrents dans la série est la bataille livrée par les sœurs pour réussir à mener une « vie normale » tout en remplissant leurs responsabilités en tant que sorcières. Le fait de devoir garder secrète leur véritable identité vis-à-vis du monde extérieur est parfois un véritable fardeau qui crée des tensions dans leur vie professionnelle tout comme dans leur vie affective. Peu de gens connaissent leur secret et les aident de façon régulière. Le plus important d'entre eux est Leo Wyatt, un Être de Lumière chargé par les Fondateurs (les sages qui veillent à l'équilibre du monde magique par l'entremise des Êtres de Lumière) de guider les trois sorcières et de veiller sur elles. Leo fait beaucoup pour aider les sœurs : il les guérit lorsqu'elles sont blessées, les conseille collectivement ou individuellement, et sert de médiateur avec les Fondateurs. Il devient aussi le grand amour de Piper, son mari puis le père de ses enfants. Les autres personnes qui découvrent le secret des trois sœurs (au fil des saisons) sont les inspecteurs Andy Trudeau et Darryl Morris, le demi-démon Cole Turner, le mystérieux homme venu du futur Chris Perry qui s'avère être son deuxième fils après Wyatt, Kyle Brody (dont les parents sont décédés alors qu'il n'était qu'un enfant), les sœurs Billie et Christy Jenkins ainsi qu'Henry Mitchell (le mari de Paige) et le cupidon Coop, qui va devenir le 2e grand amour de Phoebe et son mari.

## Distribution

### Acteurs principaux
- Shannen Doherty (VF : Anne Rondeleux) : Prudence « Prue » Halliwell (saisons 1 à 3)
- Holly Marie Combs (VF : Dominique Chauby (saisons 1-2) puis Dominique Vallée (saisons 3-8)) : Piper Halliwell
- Alyssa Milano (VF : Magali Barney) : Phoebe Halliwell
- Rose McGowan (VF : Véronique Soufflet) : Paige Matthews (saisons 4 à 8)
- Dorian Gregory (VF : Antoine Tomé) : Darryl Morris (saisons 1 à 7)
- Ted W. King (VF : Patrice Baudrier) : Andrew « Andy » Trudeau (saison 1)
- Brian Krause (VF : Benoît DuPac) : Leonardo « Leo » Wyatt (saisons 2 à 8 - récurrent saison 1)
- Greg Vaughan (VF : Antoine Nouel) : Dan Gordon (saison 2)
- Julian McMahon (VF : Arnaud Arbessier) : Cole Turner (saisons 3 à 5 - invité saison 7)
- Drew Fuller (VF : Yoann Sover) : Christopher « Chris » Perry Halliwell (saison 6 - invité saisons 5, 7 et 8)
- Kaley Cuoco (VF : Laura Préjean) : Billie Jenkins (saison 8)

Photos des acteurs principaux
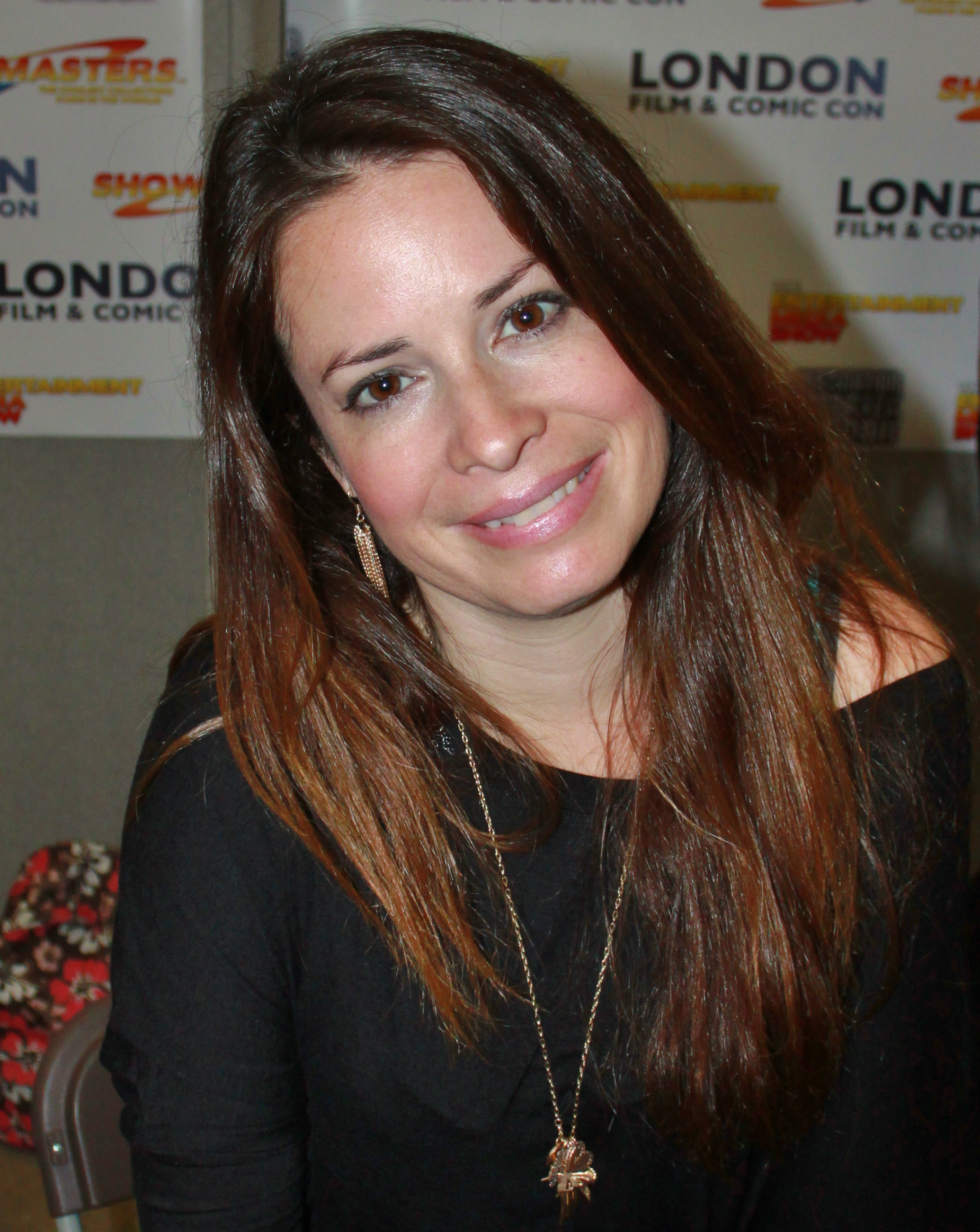
Holly Marie Combs en 2012.
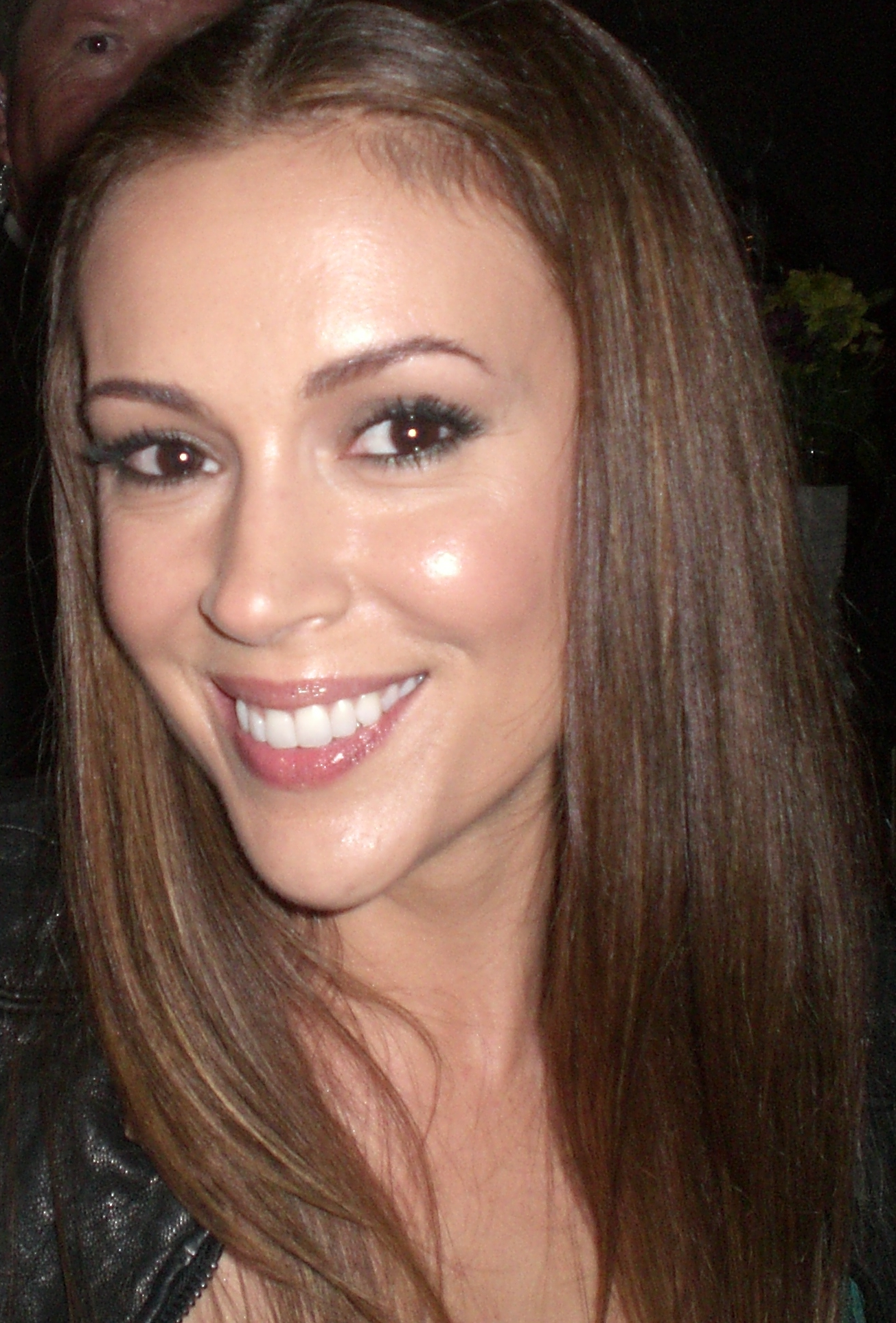
Alyssa Milano en 2008.
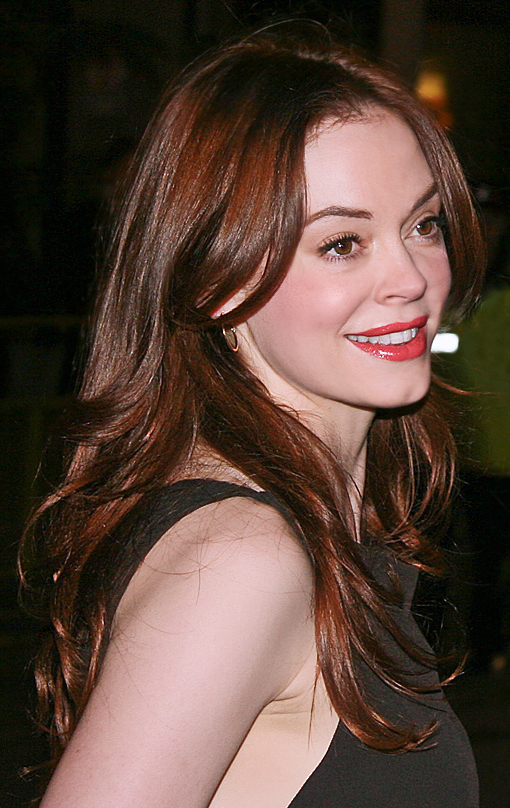
Rose McGowan en 2008.
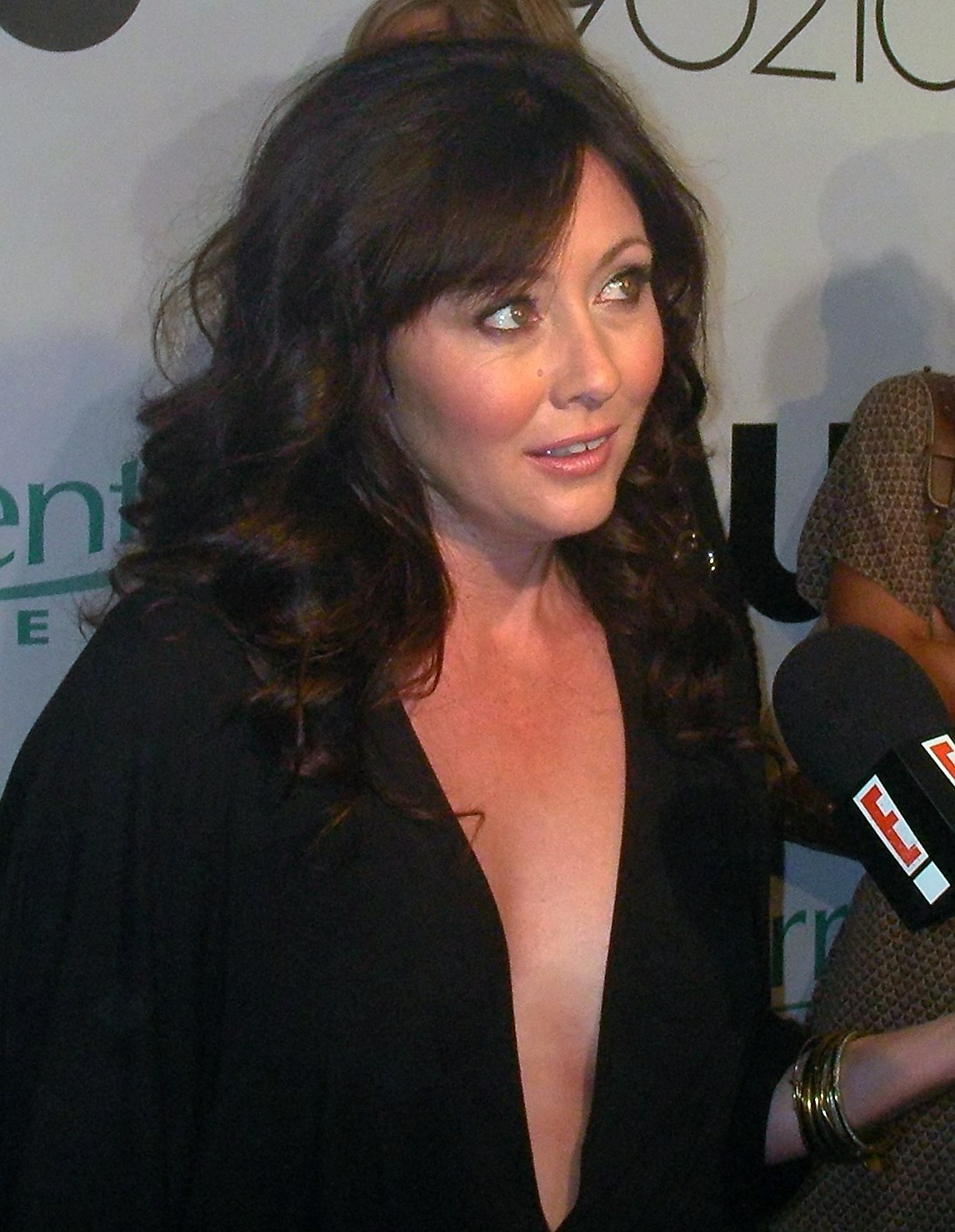
Shannen Doherty en 2008.
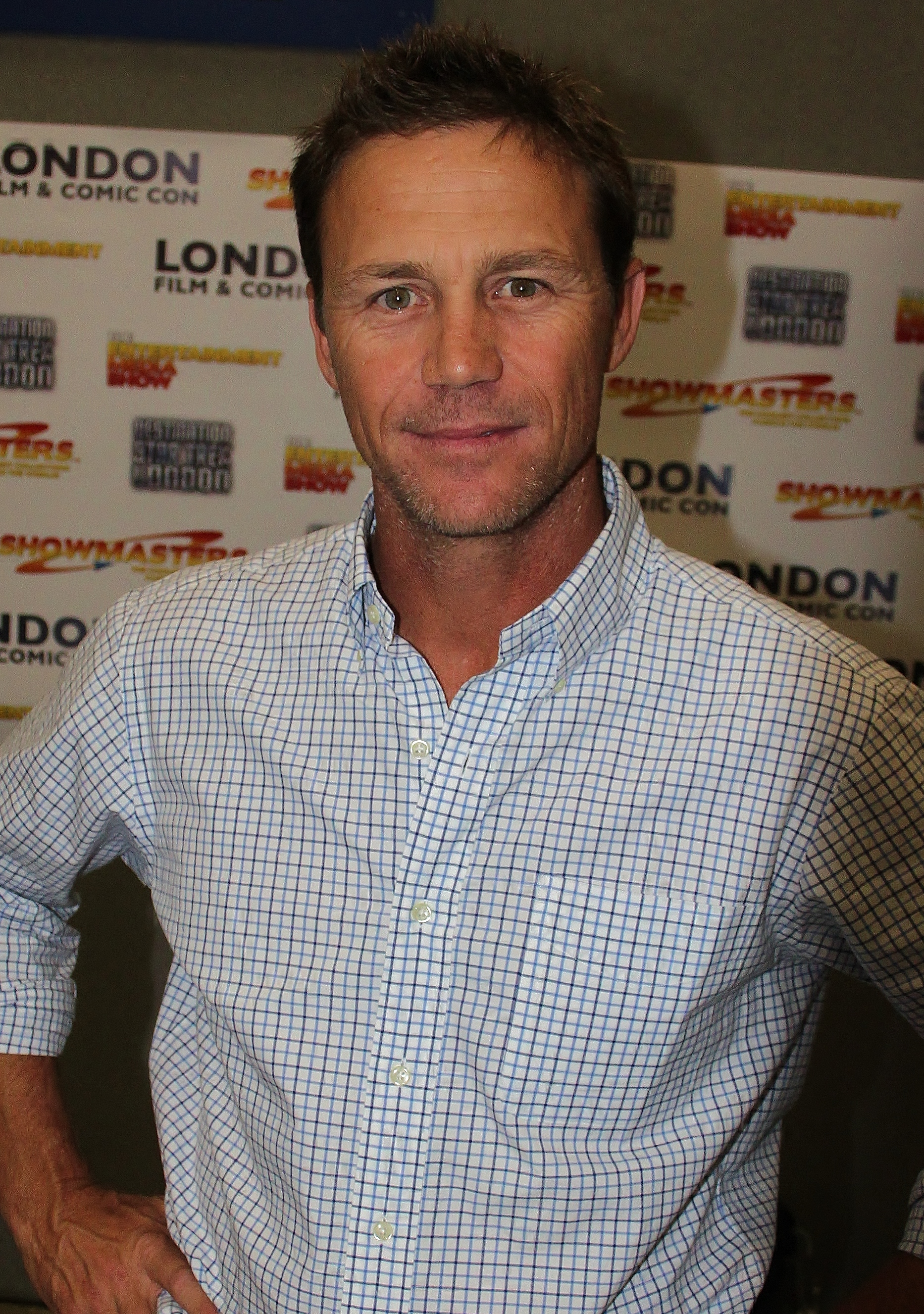
Brian Krause en 2012.
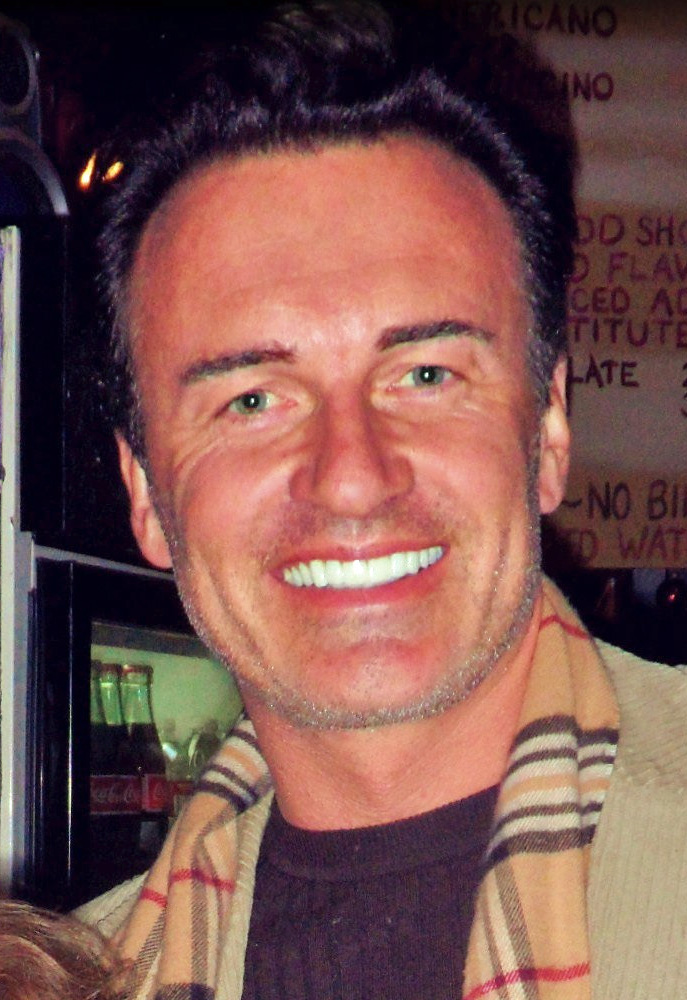
Julian McMahon en 2011.
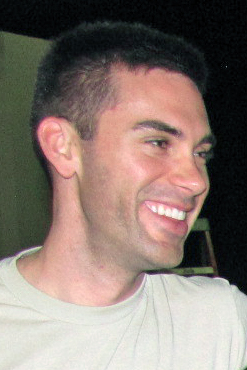
Drew Fuller en 2012.
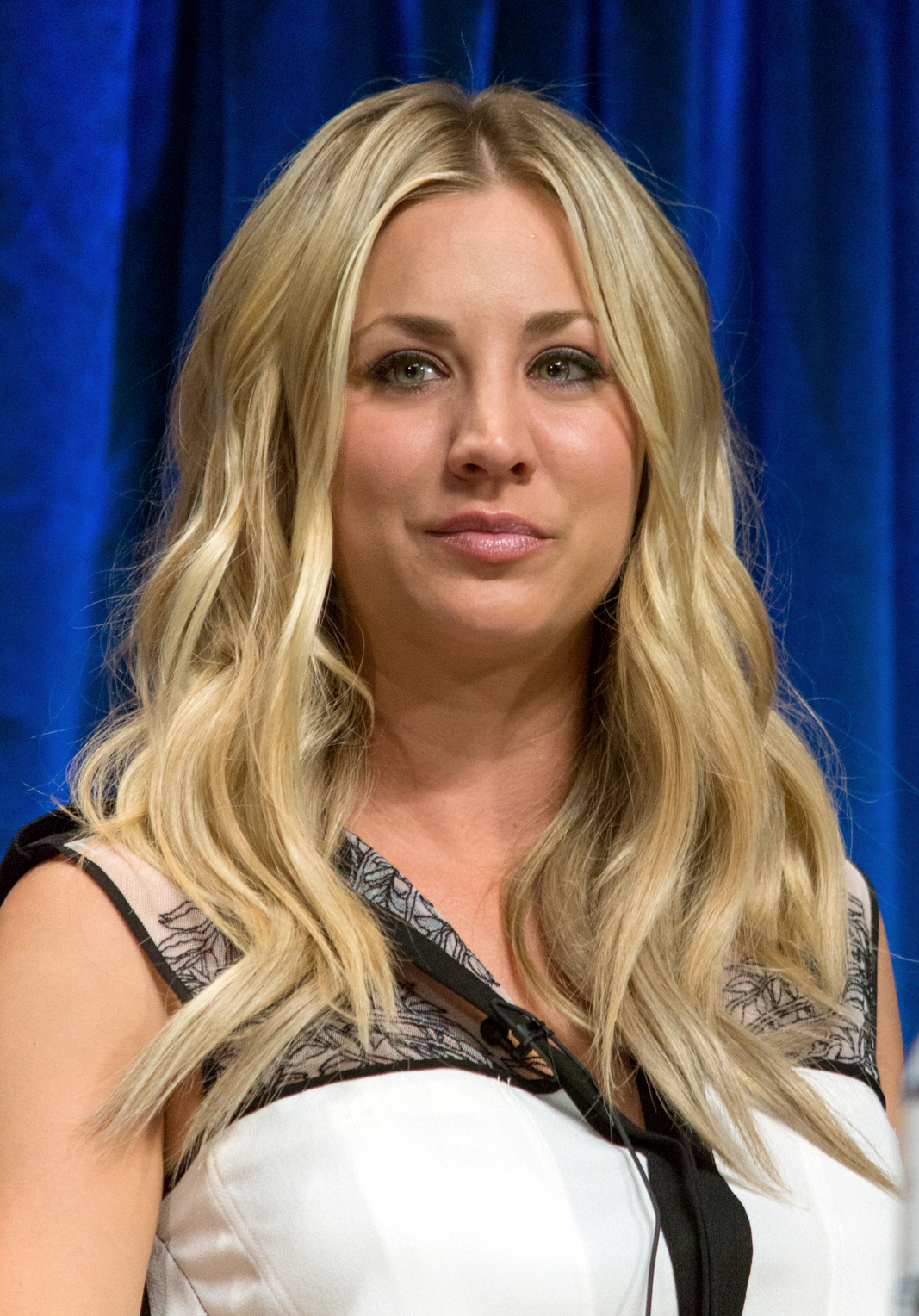
Kaley Cuoco en 2013.

### Acteurs secondaires
- Anthony Denison puis James Read (VF : Jean Barney) : Victor Bennett
- Jennifer Rhodes (VF : Sylvie Genty) : Penelope « Penny » Halliwell
- Finola Hughes (VF : Marie-Martine Bisson) : Patricia « Patty » Halliwell
- Neil Roberts (en) (VF : Emmanuel Curtil) : Rex Buckland (saison 1)
- Leigh-Allyn Baker (VF : Monika Lawinska) : Hannah Webster (saison 1)
- Cristine Rose (VF : Marie Lenoir) : Claire Pryce (saison 1)
- Carlos Gomez (VF : Gabriel Le Doze) : Inspecteur Rodriguez (saison 1)
- Billy Drago (VF : Jean-Pierre Moulin) : Barbas (saisons 1-2, 5 à 7)
- Karis Paige Bryant (VF : Kelly Marot) : Jenny Gordon (4 épisodes, saison 2)
- Lochlyn Munro (VF : Olivier Jankovic) : Jack Sheridan (saison 2)
- Kent Faulcon (en) (VF : Marc Saez) : Gil Corso (saison 2)
- Scott Jaeck (en) (VF : Gérard Surugue) : Sam Wilder (saisons 2, 5 et 8)
- Keith Diamond (en) (VF : Axel Kiener) : Inspecteur Reece Davidson (saisons 3 et 7)
- Simon Templeman (VF : Jérôme Rebbot) : L'Ange de la Mort (saisons 3, 7 et 8)
- Michael Bailey Smith (VF : Jean-Louis Rugarli) : Balthazar (saisons 3 et 4)
- Bennet Guillory puis Peter Woodward (en) (VF : Jean-Louis Rugarli) : La Source (saisons 3, 4 et 8)
- Krista Allen (VF : Michèle Lituac) : L'Oracle (saison 4)
- David Reivers (VF : Saïd Amadis) : Bob Cowan (saisons 4 et 5)
- Debbi Morgan (VF : Clara Borras) : La Prophétesse (saisons 4 et 5)
- Jesse Woodrow (VF : Christophe Lemoine) : Glen Belland (saisons 4 et 5)
- Rebecca Balding (VF : Marie-Martine) : Elise Rothman (saisons 4 à 8)
- Amanda Sickler : Sophie (saisons 5 à 8)
- Joel Swetow (VF : Julien Thomast) : Avatar Alpha (saisons 5 à 7)
- Jason Simmons et Kristopher Simmons : Wyatt Matthew Halliwell (enfant) (saisons 5 à 8)
- Sandra Prosper (en) (VF : Barbara Beretta) : Sheila Morris (saisons 5 à 7)
- Eric Dane (VF : Jérôme Berthoud) : Jason Dean (saisons 5 et 6)
- Gildart Jackson (en) (VF : Philippe Catoire) : Gideon (saison 6)
- Balthazar Getty (VF : Guillaume Lebon) : Richard Montana (saison 6)
- Jenya Lano (VF : Dominique Westberg) : Inspecteur Sheridan (saisons 6 et 7)
- Wes Ramsey (VF : Romain Redler) : Wyatt Matthew Halliwell (adulte) (saisons 6 à 8)
- Nick Lachey (VF : Damien Boisseau) : Leslie St. Claire (saison 7)
- Kerr Smith (VF : Hervé Rey) : Kyle Brody (saison 7)
- Oded Fehr (VF : Bruno Carna) : Zankou (saison 7)
- Patrice Fisher (en) (VF : Pauline de Meurville) : Avatar Beta (saison 7)
- Ian Anthony Dale (VF : Davy Sardou) : Avatar Gamma (saison 7)
- Billy Zane (VF : Pierre Tessier) : Drake (saison 7)
- Charisma Carpenter (VF : Malvina Germain) : Kira (saison 7)
- Elizabeth Dennehy : Sandra (saisons 7 et 8)
- Jason Lewis (VF : Axel Kiener) : Dex Lawson (saison 8)
- Victor Webster (VF : Anatole de Bodinat) : Coop (saison 8)
- Ivan Sergei (VF : Adrien Antoine) : Henry Mitchell (saison 8)
- Marnette Patterson (VF : Philippa Roche) : Christy Jenkins (saison 8)
- Brandon Quinn (VF : Cyrille Artaux) : Agent Murphy (saison 8)
- Leland Crooke (VF : Philippe Catoire) : Candor (saison 8)

Source : VF : Doublage Séries Database

## Personnages
| Personnage                            | Acteur                              | Saisons            | Saisons            | Saisons               | Saisons               | Saisons               | Saisons            | Saisons            | Saisons            |
| Personnage                            | Acteur                              | 1                  | 2                  | 3                     | 4                     | 5                     | 6                  | 7                  | 8                  |
| ------------------------------------- | ----------------------------------- | ------------------ | ------------------ | --------------------- | --------------------- | --------------------- | ------------------ | ------------------ | ------------------ |
| Prudence « Prue » Halliwell           | Shannen Doherty                     | Héroïne principale | Héroïne principale | Héroïne principale    |                       |                       |                    |                    |                    |
| Piper Halliwell                       | Holly Marie Combs                   | Héroïne principale | Héroïne principale | Héroïne principale    | Héroïne principale    | Héroïne principale    | Héroïne principale | Héroïne principale | Héroïne principale |
| Phoebe Halliwell                      | Alyssa Milano                       | Héroïne principale | Héroïne principale | Héroïne principale    | Héroïne principale    | Héroïne principale    | Héroïne principale | Héroïne principale | Héroïne principale |
| Paige Matthews                        | Rose McGowan                        |                    |                    |                       | Héroïne principale    | Héroïne principale    | Héroïne principale | Héroïne principale | Héroïne principale |
| Leonardo « Leo » Wyatt                | Brian Krause                        | Récurrent          | Héros principal    | Héros principal       | Héros principal       | Héros principal       | Héros principal    | Héros principal    | Héros principal    |
| Darryl Morris                         | Dorian Gregory                      | Policier principal | Policier principal | Policier principal    | Policier principal    | Policier principal    | Policier principal | Policier principal |                    |
| Cole Turner                           | Julian McMahon                      |                    |                    | Démon/Héros principal | Démon/Héros principal | Démon/Héros principal |                    | Invité             |                    |
| Christopher « Chris » Perry Halliwell | Drew Fuller                         |                    |                    |                       |                       | Invité                | Héros principal    | Invité             | Invité             |
| Billie Jenkins                        | Kaley Cuoco                         |                    |                    |                       |                       |                       |                    |                    | Principal          |
| Andrew « Andy » Trudeau               | Ted William King                    | Policier principal |                    |                       |                       |                       |                    |                    |                    |
| Dan Gordon                            | Greg Vaughan                        |                    | Acteur principal   |                       |                       |                       |                    |                    |                    |
| Jenny Gordon                          | Karis Paige Bryant                  |                    | Actrice principale |                       |                       |                       |                    |                    |                    |
| Victor Bennett                        | Anthony Denison & James Read        | Invité             |                    | Récurrent             | Invité                | Invité                | Invité             | Invité             | Récurrent          |
| Penelope « Penny » Halliwell          | Jennifer Rhodes                     | Invitée            | Invitée            | Invitée               | Invitée               | Récurrente            | Invitée            | Invitée            | Invitée            |
| Patricia « Patty » Halliwell          | Finola Hughes                       | Invitée            | Invitée            | Invitée               | Invitée               | Invitée               |                    | Invitée            | Invitée            |
| Wyatt Matthew Halliwell (enfant)      | Jason Simmons et Kristopher Simmons |                    |                    |                       |                       | Récurrent             | Récurrent          | Récurrent          | Récurrent          |
| Wyatt Matthew Halliwell (adulte)      | Wes Ramsey                          |                    |                    |                       |                       | Invité                | Invité             | Invité             | Invité             |
| Elise Rothman                         | Rebecca Balding                     | Invitée            |                    |                       | Invitée               | Récurrente            | Récurrente         | Récurrente         | Invitée            |
| Jason Dean                            | Eric Dane                           |                    |                    |                       |                       | Récurrent             | Récurrent          |                    |                    |
| Richard Montana                       | Balthazar Getty                     |                    |                    |                       |                       |                       | Récurrent          |                    |                    |
| Leslie St. Claire                     | Nick Lachey                         |                    |                    |                       |                       |                       |                    | Récurrent          |                    |
| Kyle Brody                            | Kerr Smith                          |                    |                    |                       |                       |                       |                    | Récurrent          |                    |
| Coop                                  | Victor Webster                      |                    |                    |                       |                       |                       |                    |                    | Récurrent          |
| Henry Mitchell                        | Ivan Sergei                         |                    |                    |                       |                       |                       |                    |                    | Récurrent          |
| Barbas                                | Billy Drago                         | Invité             | Invité             |                       |                       | Invité                | Récurrent          | Invité             |                    |
| La Source                             | Peter Woodward (en)                 |                    |                    | Invité                | Récurrent             |                       |                    |                    | Invité             |
| Zankou                                | Oded Fehr                           |                    |                    |                       |                       |                       |                    | Récurrent          |                    |
| Inspecteur Shéridan                   | Jenya Lano                          |                    |                    |                       |                       |                       | Récurrente         | Récurrente         |                    |
| Gideon                                | Gildart Jackson (en)                |                    |                    |                       |                       |                       | Récurrent          |                    |                    |
| Avatar Alpha                          | Joel Swetow                         |                    |                    |                       |                       | Invité                |                    | Invité             |                    |
| Sheila Morris                         | Sandra Prosper (en)                 |                    |                    |                       |                       | Récurrente            | Récurrente         | Récurrente         |                    |

- Principal : acteur paraissant au générique
- Récurrent : acteur présent dans plusieurs épisodes au cours de la saison
- Invité : acteur présent dans un ou deux épisodes au cours de la saison
- Invité spécial
- Absent

## Les pouvoirs des sœurs Halliwell
La série repose sur les relations des sœurs Halliwell (le Pouvoir des Trois), mais aussi sur les nombreux combats qu'elles livrent. Chacune des sœurs possède des pouvoirs magiques qui leur sont propres :

## Production

### Développement
En 1998, face au succès grandissant de la série Buffy contre les vampires, la chaîne américaine The WB décide de faire appel au très demandé Aaron Spelling pour développer un drame surnaturel. Ce dernier pense d'abord à l'idée de trois femmes pratiquant la sorcellerie qui vivent en colocation dans un manoir à Boston dans le Massachusetts. Par la suite, elles deviendront des sœurs et habiteront finalement à Chicago puis officiellement à San Francisco. Le titre de projet était House of Sisters.

### Casting
Pour le tournage du pilote originel, les rôles des sœurs Halliwell sont tenus par Shannen Doherty (Prue Halliwell), qui a déjà travaillé avec Aaron Spelling sur Beverly Hills 90210, Holly Marie Combs (Piper Halliwell) et Lori Rom (Phoebe Halliwell). Après le départ de Lori Rom, dont l'église qu'elle avait rejointe refusait qu'elle joue le rôle d'une sorcière, c'est Alyssa Milano qui reprend son rôle et le pilote est tourné une seconde fois, devenant le premier épisode de la série.
Suite au depart de Shannen Doherty en 2001, le rôle est proposé à plusieurs actrices pour la remplacer (notamment Tiffani Amber Thiessen qui avait déjà pris la suite de Doherty dans Beverly Hills) ; c'est finalement Rose McGowan qui obtient le rôle de Paige Matthews, la demie-soeur des sœurs Halliwell. Dans la saison 8 en 2005 Kaley Cuoco rejoint la distribution principale pour jouer le rôle de Billie Hastings, le trio de sorcières devenant un quatuor.

### Fiche technique
Sauf indication contraire, les informations mentionnées dans cette section peuvent être confirmées par la base de données cinématographiques IMDb,  présente dans la section « Liens externes ».
- Titre original : Charmed
- Format d'image : 1.33:1 pour les saisons 1 à 3 et 1.78:1 HD pour dès la saison 4 (selon la diffusion 6ter 2023 ; cela dit, il existe la saison 1 en bluray : très fort probable en 1.78:1 HD)
- Création : Constance M. Burge
- Réalisation : Jonathan West, Rick F. Gunter
- Scénario :
- Musique : Jay Gruska, J. Peter Robinson
- Direction artistique :
- Décors : Paul Staheli
- Costumes : Eilish Zebrasky
- Montage : Derek Berlatsky, Paul Fontaine
- Casting : Vicki Huff, Leslee Dennis
- Production : Aaron Spelling, Brad Kern, Peter Chomsky, E. Duke Vincent
- Sociétés de production : Spelling Television
- Sociétés de distribution : The WB
- Budget :
- Pays de production : États-Unis
- Langue originale : Anglais
- Format : couleur - son Dolby Digital
- Genre : Drame, Fantastique
- Nombre de saison : 8
- Nombre d'épisode : 178
- Durée : 40 – 45 minutes
- Dates de première diffusion :
  - États-Unis : 7 octobre 1998
  - France : 27 février 1999

## Épisodes
| Saisons | Saisons | Épisodes | Diffusion originale sur The WB | Diffusion originale sur The WB |
| Saisons | Saisons | Épisodes | Début de saison                | Fin de saison                  |
| ------- | ------- | -------- | ------------------------------ | ------------------------------ |
|         | 1       | 22       | 7 octobre 1998                 | 26 mai 1999                    |
|         | 2       | 22       | 30 septembre 1999              | 18 mai 2000                    |
|         | 3       | 22       | 5 octobre 2000                 | 17 mai 2001                    |
|         | 4       | 22       | 4 octobre 2001                 | 16 mai 2002                    |
|         | 5       | 23       | 22 septembre 2002              | 11 mai 2003                    |
|         | 6       | 23       | 28 septembre 2003              | 16 mai 2004                    |
|         | 7       | 22       | 12 septembre 2004              | 22 mai 2005                    |
|         | 8       | 22       | 25 septembre 2005              | 21 mai 2006                    |

### Épisodes sous forme de comics
| Saison | Saison | Épisodes | Éditeur original Zenescope | Éditeur original Zenescope |
| Saison | Saison | Épisodes | Début de saison            | Fin de saison              |
| ------ | ------ | -------- | -------------------------- | -------------------------- |
|        | 9      | 24       | 16 juin 2010               | 3 octobre 2012             |
|        | 10     | 20       | 9 octobre 2014             | 17 aout 2016               |

La série reprend mais sous forme de bande dessinée, appelée comics. La série se voit rallonger de deux saisons supplémentaires qui poursuivent l'histoire après la saison 8 télévisée. L'éditeur Zenescope, qui détient les droits d'édition de la série de bande dessinée publie le premier numéro de la saison 9 le 16 juin 2010. Ce premier numéro est plus un récapitulatif de la série avant le début de la saison 9 le 21 juillet 2010. Sortiront en tout 44 numéros dont le dernier de la saison 10 est sorti le 17 août 2016.
Ces bandes dessinées sont la suite canon de la série, offrant ainsi premièrement une saison 9 où les trois sœurs Halliwell doivent dans un premier temps combattre Neena, la toute première sorcière qui est aussi celle qui engendra toutes les lignées de sorcières et de mauvais sorciers. Neena souhaite remodeler le monde afin que les Anges du Destin et les Fondateurs n'interviennent plus dans la vie des mortels. Neena fait alors équipe avec un être des ténèbres du nom de Rennek qui après la défaite de Nenna parviendra à prendre le contrôle de la magie et réussira à retirer leurs pouvoirs à tous les êtres magiques avant que les sœurs Halliwell ne parviennent à inverser son mauvais sort.
La saison 9 est enfin l'occasion de voir revenir le personnage de la défunte Prue Halliwell sous une nouvelle apparence car l'esprit de la sorcière a possédé le corps d'une sorcière tombé dans un coma irréversible. En réalité, il s'agit d'une pirouette scénaristique due au fait que l'actrice Shannen Doherty n'aie pas accepté que son image soit utilisée. Ainsi les quatre sœurs sont enfin réunies !
La saison 10 met le personnage de Prue Halliwell en avant et permet le retour de personnages décédés ou disparus de la série télé. Dans cette saison 10, qui est la dernière, Prue et ses sœurs doivent affronter les premiers démons qui ont décidé de prendre le contrôle du monde en utilisant les immenses pouvoirs de Prue devenue à la fin de la saison 9 la gardienne du nexus du Tout.

## Bande originale
La chanson du générique des saisons 1 à 5  s'intitule How Soon Is Now?. Il s’agit d’une reprise interprétée par le groupe Love Spit Love. La même version a été utilisée précédemment dans le film Dangereuse Alliance (Magie Noire au Québec, The Craft). La version originale a été écrite et enregistrée par le groupe The Smiths. Dès la saison 6, une nouvelle musique fait son apparition dans le générique.

## Diffusion
La série est diffusée du 7 octobre 1998 au 21 mai 2006 sur The WB et sur CTV au Canada.
En Suisse romande, la série a été diffusée à partir du 14 février 1999 sur TSR.
En France, les aventures des sœurs Halliwell ont pu être suivies du 27 février 1999 au 25 novembre 2006 sur M6 dans le cadre de La trilogie du samedi puis rediffusée à partir du 8 janvier 2007 sur Téva, dès le 14 avril 2008 sur W9 et à partir du 27 janvier 2014 sur 6ter.
En Belgique, la série a été diffusée sur RTL-TVI, Plug RTL, Club RTL et AB3.
Au Québec, la série a été diffusée du 1er septembre 2002 au 6 février 2009 sur VRAK.TV.

## Accueil

### Audiences et critiques
| Saisons | Saisons | Nombre d'épisodes | Jour et heure de diffusion | Diffusion originale sur The WB | Diffusion originale sur The WB | Année     | Audiences US (en millions) | Audiences US (en millions) | Audiences US (en millions) |
| Saisons | Saisons | Nombre d'épisodes | Jour et heure de diffusion | Début de saison                | Fin de saison                  | Année     | Première                   | Finale                     | Moyenne                    |
| ------- | ------- | ----------------- | -------------------------- | ------------------------------ | ------------------------------ | --------- | -------------------------- | -------------------------- | -------------------------- |
|         | 1       | 22                | Mercredi                   | 7 octobre 1998                 | 26 mai 1999                    | 1998-1999 | 7,72                       | 5,69                       | 6,07                       |
|         | 2       | 22                | Jeudi                      | 30 septembre 1999              | 18 mai 2000                    | 1999-2000 | 6,12                       | 5,01                       | 5,64                       |
|         | 3       | 22                | Jeudi                      | 5 octobre 2000                 | 17 mai 2001                    | 2000-2001 | 7,65                       | 5,26                       | 5,39                       |
|         | 4       | 22                | Jeudi                      | 4 octobre 2001                 | 16 mai 2002                    | 2001-2002 | 6,04                       | 5,22                       | 4,86                       |
|         | 5       | 23                | Dimanche                   | 22 septembre 2002              | 11 mai 2003                    | 2002-2003 | 6,32                       | 4,90                       | 5,14                       |
|         | 6       | 23                | Dimanche                   | 28 septembre 2003              | 16 mai 2004                    | 2003-2004 | 6,26                       | 4,75                       | 4,87                       |
|         | 7       | 22                | Dimanche                   | 12 septembre 2004              | 22 mai 2005                    | 2004-2005 | 5,59                       | 3,44                       | 4,02                       |
|         | 8       | 22                | Dimanche                   | 25 septembre 2005              | 21 mai 2006                    | 2005-2006 | 4,27                       | 4,49                       | 3,84                       |

Les audiences américaines sont des moyennes des audiences des premières diffusions des épisodes sur le réseau The WB et ont été fournies par Nielsen Ratings.
Les audiences françaises sont des moyennes des audiences des premières diffusions des épisodes sur M6 et ont été fournies par Médiamétrie.
Médium (130 épisodes), Xena, la guerrière (136 épisodes), Buffy contre les vampires (144 épisodes), Charmed (178 épisodes) et Desperate Housewives (180 épisodes), représentent ainsi les plus longues séries mettant en scène des femmes dans les rôles principaux.
La série est aussi devenue l'objet d'étude d'universitaires du monde entier. Plusieurs ouvrages collectifs sont notamment parus aux États-Unis, comme « Investigating Charmed : the magic power of TV » (Beeler, 2007), et s'attardent sur les questions de genre, de féminisme et interrogent également la place de la magie et de mythes dans la série. En France, la série a fait l'objet d'une communication d'Alexis Pichard, spécialiste des séries télévisées, au cours d'un colloque universitaire à Rouen en septembre 2012. Cette communication est intitulée « Réécritures, relectures, réinvention : Charmed ou l'art du recyclage postmoderne ».
C'est aussi la série qui a obtenu le record de la plus haute audience jamais enregistrée pour le début d'une série sur le réseau américain WB. L'épisode pilote, intitulé Le Livre des Ombres, a en effet réuni 7,8 millions de téléspectateurs lors de sa première diffusion. Le dernier épisode de la série intitulé Forever Charmed a réuni 4,5 millions de téléspectateurs aux États-Unis.

### Audiences françaises
Charmed est souvent rediffusée sur W9 l'après-midi ou en avant-soirée jusqu'en 2017 (avec un bref passage par la case du samedi après-midi peu après l'arrêt du prime des Simpson de l'après-midi ayant existé). En novembre 2009, Charmed est la deuxième série la plus regardée sur W9, juste derrière Les Simpson, avec une moyenne de 590 000 téléspectateurs. Un record a été atteint par l'épisode 16 de la saison 6, L'enfant de minuit qui a réuni 850 000 téléspectateurs à 18h40 le vendredi 20 novembre soit 4,9 % de parts de marché, ce qui permet à W9 de faire jusqu'à 16 % de parts de marché auprès des 11-24 ans et 4 % auprès de l'ensemble du public. W9 est souvent leader des chaînes de la TNT lors de la diffusion de Charmed,
Charmed est souvent rediffusée sur 6ter et Téva en avant-soirée/après-midi + avant-soirée (débutant ainsi après les cases séries cultes soit respectivement à 17h20 et 14h45). Cette série a par ailleurs sur 6Ter rencontré un très beau succès pour la chaine de la TNT HD. Chaque soir, la série proposée en accès prime-time enregistre une moyenne de 150 000 téléspectateurs représentant 0,8 % de parts de marché. En janvier 2016, elle atteint même les 220 000 téléspectateurs représentant plus de 1 % de pda.
En France, la série a elle aussi très bien démarré puisque le premier épisode a été suivi par près de 4,9 millions de téléspectateurs (soit 21,5 % de parts de marché), et la finale par 3,4 millions de téléspectateurs en France (les plus hautes audiences de la huitième saison) soit 19,9 % de parts de marché.

## Analyse
Charmed a été conçue par la scénariste Constance M. Burge dans la droite ligne de Buffy contre les vampires, alliant plusieurs thèmes forts des années 1990 : une féminité à la fois sexy et moderne, du surnaturel, de l'action, et un comique de sitcom. La symbolique mise en œuvre, également inspirée de Ma sorcière bien-aimée, est la même, mêlant des problématiques liées au passage à l'âge adulte ou à la place des femmes :

« Charmed, c'est aussi et surtout une série d'apprentissage : le spectateur ne débarque pas dans un monde fantasmagorique, avec des personnages au summum de leur puissance magique, il les suit dans l'apprivoisement progressif de leurs pouvoirs.
Les héroïnes sont ancrées dans la réalité américaine de Monsieur et Madame Toutlemonde, et elles doivent apprendre à dominer leur puissance magique hasardeuse pour en faire leur force. Exactement comme les jeunes filles, cibles de la série, doivent au même moment apprendre à gérer un nouvel élément pour le moins perturbateur dans leur vies : la puberté.
Suivez l'analogie : dès l'instant où les sœurs Halliwell découvrent leurs pouvoirs magiques, elles attirent l'attention : en l’occurrence l'attention des démons (qui sont comme par hasard majoritairement masculins dans la série) – comme l'adolescente qui voit ce corps se métamorphoser et observe le changement du regard des autres.
Et les sœurs Halliwell doivent apprendre à maîtriser leurs pouvoirs – exactement comme une jeune fille doit apprendre à conjuguer avec son nouveau corps et les regards plus sexualisés que l'on pose sur celui-ci.
En ce sens, la série est totalement en phase avec les problématiques du public qui la regarde : devant Charmed, les adolescentes suivent les héroïnes en train de devenir puissantes, contre une société ou un contexte phallocratique menaçants. »

Cependant, la scénariste originale Constance M. Burge a progressivement été remplacée par Brad Kern, qui a réorienté la série vers un folklore plus conventionnel, poussé au maximum la dimension« sexy » des personnages et complètement lissé la dimension féministe, en axant bientôt toute la vie des personnages autour de la question du mariage et des enfants.

## Autour de la série
À la source du pouvoir, il y a la famille Warren. Aussi loin que les sœurs Halliwell puissent remonter, c'est par Charlotte Warren que la magie entre dans la famille. Au cours d'un épisode de la troisième saison Halloween chez les Halliwell, Prue, Piper et Phoebe sont transportées en 1670 afin de sauver une sorcière enceinte persécutée. Celle-ci n'est autre que Charlotte, leur ancêtre, dont la fille portera le nom de Melinda Warren (Tyler Layton). Celle-ci développa trois pouvoirs : déplacer les objets par la pensée, voir dans l'avenir et arrêter le temps. Melinda donne naissance à Prudence Warren, qui elle-même aura pour fille Cassandra Warren. Avant de mourir sur le bûcher, elle souhaita que toutes les générations de sorcières qui allaient lui succéder soient de plus en plus puissantes avec comme point d'orgue l'avènement de trois envoûteuses, trois sœurs qui devront protéger les innocents tout en faisant reculer le mal.
Lauralei Combs, la mère d'Holly a fait une apparition dans l'épisode Mariés à tout prix (3x15).
Deux acteurs de Drôles de dames ont fait leur apparition dans un épisode chacun : Ed Lauter (Saison 3 épisode 14 La ville Fantôme où il incarne le méchant Sutter) et Cheryl Ladd (Saison 5 épisode 15 La relève où elle est la nouvelle copine de Victor).
À l'automne 2019, Holly Marie Combs et Alyssa Milano jouent des sœurs dans le troisième épisode de la seizième saison de Grey's Anatomy. La showrunneuse de Grey's Krista Vernoff et le scénariste de l'épisode, Andy Reaser, avaient tous les deux travaillé sur Charmed.

### Changements initiaux
- Le personnage de Phoebe Halliwell aurait dû être interprété par Lori Rom. Elle a tourné l'épisode pilote original aux côtés de Shannen Doherty et d'Holly Marie Combs, mais elle a quitté la série pour « raisons personnelles ». Les producteurs ont alors cherché une remplaçante. Aaron Spelling a immédiatement pensé à Alyssa Milano avec qui il avait déjà travaillé sur Melrose Place. Après un coup de fil et la lecture du script, elle a accepté de jouer le rôle de Phoebe. L'épisode pilote a alors été retourné. Après coup, Aaron Spelling s'est félicité de l'arrivée d'Alyssa, « véritable atout de Charmed », selon lui.
- Le personnage d'Andy Trudeau aurait dû être joué par un autre acteur et le personnage de Darryl Morris n'existait pas dans l'épisode pilote qui n'a jamais été diffusé.
- L'acteur Anthony Denison jouait le rôle du père de Prue, Piper et Phoebe dans l'épisode Au nom du père. Il a préféré ne pas reprendre son rôle. Il a été remplacé par l'acteur James Read, que l'on aperçoit pour la première fois dans un épisode de la troisième saison (Au service du mal). Il n'y a aucun lien de continuité avec cet épisode de la première saison.
- L'acteur Brian Krause avait auditionné pour le rôle d'Andy, mais celui-ci fut confié à Ted King. Finalement, Brian décrochera le rôle de Leo Wyatt et fera sa première apparition deux épisodes plus tard.
- Prue Halliwell a été d'une façon remplacée par Paige Matthews qui aura presque les mêmes pouvoirs que Prue Halliwell.

### Une série culte
- Après la diffusion du douzième épisode de la huitième saison qui s'intitule Hold-up, Charmed est devenue la plus longue série américaine ayant des femmes pour interprètes principales dans une série fantastique.
- Charmed est l'une des rares séries du réseau WB à avoir été diffusée en début de soirée en France et à avoir eu un certain succès.
- Comme dit précédemment, en 2006, « la trilogie du samedi » de M6 diffuse Charmed à une heure de forte audience avec trois épisodes. C'est un immense carton. En effet, cela fait plusieurs années que la chaîne n'a connu de telles audiences un samedi soir.
- La chaîne Youtube spécialisée Close Up a consacré un épisode à Charmed dans leur série de vidéos "Pourquoi c'est culte"[17].

### Le départ de Shannen Doherty
Le climat serait devenu délétère sur le plateau à partir de l'épisode 15 de la Saison 2. Les actrices Shannen Doherty et Alyssa Milano ne se seraient plus adressé la parole sauf pour tourner les scènes entre leurs personnages. Ainsi, à la fin de la saison 2, à la suite des événements du final, Shannen Doherty aurait demandé aux producteurs de la série l'autorisation de quitter la série, mais ces derniers ont refusé comme l'actrice était sous contrat pour encore 3 ans. Au lieu de la laisser partir, ils auraient accordé à l'actrice une augmentation de salaire supérieure à celle de ses collègues, ainsi que la promesse de réaliser l'épisode 14 de la saison 3. Mais au cours de la troisième saison, de nouvelles tensions seraient apparues entre Shannen Doherty et Alyssa Milano. Les deux actrices avaient de plus en plus de disputes et ne se supportaient plus. Un psychologue a même été engagé par la production pour tenter de calmer les actrices et réinstaller une bonne ambiance. Mais les choses sont allées assez loin et lors du tournage du dernier épisode de la saison 3 « All Hell Breaks Loose », qui était réalisé par Shannen Doherty, Alyssa Milano aurait refusé de suivre les directives de sa partenaire. Shannen Doherty aurait alors demandé à quitter la série. Devant ce dilemme ne trouvant pas de solution, la production a dans un premier temps décidé de laisser partir Alyssa Milano dont le contrat se terminait à la fin de la Saison 3. Le cliffangher de l'épisode final s'y prêtait totalement. Mais sachant que Shannen Doherty éprouvait depuis déjà plus d'un an des signes de lassitude à jouer son rôle, la production a décidé de libérer Shannen de son contrat et ont fait disparaître son personnage qui devait apparaître initialement jusqu'à la saison 5.
Une fois Shannen libérée de son rôle, la production a dû trouver une nouvelle actrice pour la remplacer. Le rôle a d'abord été proposé sans succès à Tiffani-Amber Thiessen (Beverly Hills 90210), Jennifer Love Hewitt (Ghost Whisperer), Eliza Dushku (Buffy contre les vampires), Mary-Louise Parker (Weeds), Vanessa Marcil (Las Vegas), Lacey Chabert (Lolita malgré moi), Irene Molloy (Grosse Pointe), Soleil Moon Frye (Sabrina, l'apprentie sorcière) (Punky Brewster), Rachel Blanchard (Clueless), Susan Ward (Sunset Beach), Sarah Joy Brown (Hôpital central), Charisma Carpenter (Buffy contre les vampires et Angel) et Denise Richards (Sexcrimes). Finalement, c'est Rose McGowan (Scream) qui accepte le rôle. Elle incarne jusqu’à la fin de la série Paige Matthews, demi-sœur des trois sorcières, née d'un amour clandestin entre leur mère et son être de lumière. La quatrième saison débute par un épisode en deux parties intitulé Charmed Again (Les Liens du sang). Cet épisode est marqué par l'enterrement de Prue et la découverte d'une nouvelle sœur : Paige Matthews.
Depuis l'annonce d'un reboot de la série, Shannen Doherty et Alyssa Milano auraient repris contact et cette dernière aurait accepté de faire partie d'une éventuelle suite ou éventuel film avec le casting original. Preuve en est que les relations conflictuelles entre les deux actrices ont été dépassées depuis longtemps et qu'elles sont prêtes à retravailler ensemble.

## Conventions Charmed à Paris
15 et 16 mars 2014
Lors de la convention Charmed à Paris les 15 et 16 mars 2014, Shannen Doherty a évoqué son départ difficile de la série mais garde tout de même de très bons souvenirs. Elle et Holly Marie Combs ont affirmé qu'elles seraient prochainement ensemble sur une série mais n'ont pas souhaité donner de détails sur ce projet.
Drew Fuller (Chris) et Wes Ramsay (Wyatt) sont partants pour le reboot mais ils pensent que les producteurs de la série ne "souhaitent pas recommencer l'aventure" avec eux. Les plus beaux moments de Drew Fuller sont les rencontres avec ses fans comme les conventions. Il n'a pas de projet télévisuel pour le moment. Quant à Wes Ramsey, il est à l'affiche d'une nouvelle série traitant de la guerre civile sur LifeTime à l'été 2014.
21 et 22 février 2015
Face au succès de cette convention, une nouvelle est organisée « Charmed 2.0 » les 21 et 22 février 2015 aux Palais des Congrès à Paris avec la présence de Shannen Doherty (Prue), Holly Marie Combs (Piper), Brian Krause (Léo), Dorian Gregory (Darryl), Drew Fuller (Chris), Finola Hughes (Patty) et Jennifer Rhodes (Penny).
19 et 20 mars 2016
Une autre convention a lieu le 19 et 20 mars 2016 aux Palais des Congrès à Paris avec la présence de Shannen Doherty (Prue), Holly Marie Combs (Piper), Dorian Gregory (Darryl), Drew Fuller (Chris), Ted King (Andrew « Andy » Trudeau) avec des acteurs de Buffy contre les vampires comme James Marsters (Spike).

## Produits dérivés
Romans
DVD
Chaque saison a son propre coffret DVD (6 disques).
Il existe trois intégrales de la série, l'un sous forme d'un simple coffret contenant les huit saisons, un autre sous la forme d'un énorme coffre en bois qui est probablement une reproduction du coffre qui se trouvait dans le grenier et qui contenait le livre des ombres, et enfin un autre sous forme du livre des ombres où la couverture et plusieurs pages de celui-ci ont été reproduites.
Le DVD bonus est différent de celui de la saison 8. Dans le collector, on découvre en intégralité et bonne qualité le pilote jamais diffusé avec Lori Rom d'une durée de 32 minutes.
Collection DVD officiel
Aux alentours de 2008, Charmed apparaît en collection DVD. Sur 59 numéros, 1 sort tous les 15 jours. Les derniers sortiront avec plusieurs semaines d'écart. Tous les DVD contiennent 3 épisodes de 45 minutes sauf le dernier qui contient les 4 derniers épisodes de la série.
Blu-Ray
La saison 1 de Charmed sort en Blu-ray remasterisée format 16/9 le 30 octobre aux États-Unis et le 21 novembre 2018 en France.
La saison 2 de Charmed sort également en Blu-ray remasterisée aux États-Unis mais elle n’est toujours pas disponible en France
Bandes originales [CD]
- Volume 1 : Charmed : The Soundtrack [11 titres] – Sorti le 23/09/2003
- Volume 2 : Charmed : The Book of Shadows [11 titres] – Sorti le 19/04/2005
- Volume 3 : Charmed : The Final Chapter [12 titres] – Sorti le 09/05/2006

Jeux de charmed
1. Charmed - Tarot
2. Charmed - La Source
3. Charmed - Action Quizz
4. Charmed - Le Pouvoir des Trois
5. Charmed - La Prophétie
6. Charmed - Le livre des ombres
7. Charmed - Le pouvoir des Trois
8. Charmed - La magie des cartes

Figurines officielles [Sota Toys]
- Série 1 : Piper, Phoebe, Paige et Balthazar, décor grenier.
- Série 2 : Piper, Phoebe, Paige, et Leo (Valkyries)

Figurines Funko Pop 
- Prue Halliwell
- Phoebe Halliwell
- Piper Halliwell

Objets « collectors » officiels [Sota Toys]
- Réplique planche Ouija.

Le site anglais Prescottmanor.co.uk vend également des répliques officielles de nombreux objets issus de Charmed qui sont produits par deux hommes fans de la série, tels Le livre des ombres, la potion pour détruire les avatars, le collier des Walkyries, la poupée vaudou que les sorcières utilisent pour essayer de vaincre leur premier démon, des potions, les cristaux qui sont utilisés pour empêcher qu'un démon ne s'échappe, le cristal dont les sorcières se servent pour localiser des démons, des innocents, etc.
Collection Trading Cards [Inkworks]
1. Charmed Season one premium Trading cards (72 Cards + Bonus Cards).
2. Charmed : The Power Of Three (72 Cards + Bonus Cards) mai 2003.
3. Charmed: Connections (72 Cards + Bonus Cards) mai 2004
4. Charmed: Conversations (72 Cards + Bonus Cards) août 2005
5. Charmed : Destiny (72 Cards + Bonus Cards) juin 2006
6. Charmed: Forever (72 Cards + Bonus Cards) juin 2007

## Séries dérivées

### Projet de spin-off avorté
Développement
En 2005, Brad Kern, Aaron Spelling et E. Duke Vincent développent un épisode pilote de 42 minutes pour la The WB Television Network intitulé Mermaid. Le pilote est tourné à Miami au même moment où l'équipe de Charmed tourne le dernier épisode de la saison 7.
Synopsis
Une sirène, Nikki, est sauvée par un jeune homme lorsqu'elle s'échoue à Miami. Son sauveur, Matt Johnson, est un avocat qui vit en colocation avec son meilleur-ami, Goofy, et est fiancé à la fille de son patron. Nikki travaille comme serveuse dans un restaurant local tout en vivant avec Matt et Goofy. Par ailleurs, elle commence à aider Matt dans ses tentatives pour aider les gens.
Mythologie
Les sirènes sont une race de créatures sous-marines. Elles proviennent d'une cité engloutie et ont des capacités surnaturelles comme une force surhumaine et d'agilité, tout en étant capable de voir dans l'obscurité, de lire les émotions et d'avoir un lien avec d'autres créatures marines. Toutefois, une autre race de créatures sous-marines (Eric Lutter) vivant désormais sur la terre ferme chasse les sirènes (Nikki) et évalue les sirènes qui sont destinées à la protection des innocents.
Distribution
- Nathalie Kelley : Nikki, la sirène
- Geoff Stults : Matt Johnson, l'avocat
- Roger Daltrey : Eric Lutter, le chasseur de sirènes
- Brandon Quinn : Goofy, meilleur-ami de Matt
- Ana Ortiz : Baggy
- Beatrice Rosen : Amanda

Fin du projet
Le pilote avait de bonnes chances d'être commandé. Cependant, lorsque les deux réseaux The WB et UPN ont fusionné pour devenir The CW, la chaîne n'a pas accepté le projet. S'exprimant sur le refus du pilote, Brad Kern a révélé que « Le studio 20th Century Fox a décidé à la dernière minute de réduire le budget, ce qui a entraîné une réduction du nombre de jours de tournage, diminuant ainsi la qualité du pilote. »

### Reboot

#### Probabilité de reboot (octobre 2013 - août 2017)
Le 23 octobre 2013, la chaîne CBS annonce son intention de créer un reboot de Charmed, sept ans seulement après l'arrêt de la série. Le projet soulève déjà de vives protestations chez les fans mais aussi chez les actrices de la série, notamment Rose McGowan et Alyssa Milano. Cette dernière, via son compte Twitter, propose même l'idée d'un film plutôt que d'une série, afin de continuer d'exploiter l'univers si riche de Charmed tout en gardant l'esprit d'origine, propos appuyés par Shannen Doherty qui se dit partante. Alyssa Milano a aussi déclaré via Twitter qu'il était trop tôt pour faire un remake de la série, quant à Rose McGowan elle a déclaré également via Twitter « Ils sont vraiment à court d'idées à Hollywood ». Holly Marie Combs quant à elle, est plutôt optimiste pour le reboot.
CBS a annoncé la préparation d'un script pour le pilote d'un reboot : ce serait une "réinvention de la série originelle" autour de quatre sœurs apprenant qu'elles ont des pouvoirs surnaturels et s'en servent afin de combattre les forces du mal. Si le script et le pilote plaisent, une nouvelle série "Charmed 2.0" serait lancée.
Entre-temps, TV Line affirme que le reboot serait annulé.
Dans une interview accordée à Digital Spy en septembre 2015, Shannen Doherty confirme que CBS planche sur un reboot de la série. Elle pense que ce dernier peut marcher mais ne souhaite pas que d'autres actrices reprennent leurs rôles.
En mars 2016, suite de l'affaire, en effet Alyssa Milano (Phoebe) se confie dans une interview accordée et indique que c'est le moment propice pour refaire Charmed. Elle est persuadée que cela va s'organiser très rapidement.
Quelques jours après ses déclarations, elle informe sur compte Twitter qu'une suite est bien en préparation sur CBS, la chaîne détentrice des droits de la série. C'est la seule chose dont elle est sûre et affirme cependant que le casting original ne sera pas de retour, les auteurs souhaitant faire table rase du passé et redémarrer sur de nouvelle bases.
En janvier 2017, il est question que le reboot soit une Préquelle qui se déroule en 1976. Mais après la lecture du premier script remis à la chaîne CW, le projet a été reporté pour 2018.
En juillet 2017, la chaîne CW annonce que le reboot est revenu à la case départ avec les mêmes scénaristes mais qu'il n'aurait rien à voir avec la série originelle. Cela dit, le projet semble mal engagé pour le moment en août 2017. Toujours en juillet 2017, des rumeurs annonçaient une reprise de la série par le réseau Netflix pour créer une nouvelle saison de la série avec le casting originel mais un post sur sa page officielle d'Holly Marie Combs annonce que cela ne se fera pas. Mais cela n'empêche pas le casting originel se dire prêt à reprendre leurs rôles dans une éventuelle suite dans le rôle des parents de la nouvelle génération de sorciers Halliwell.

#### Confirmation de reboot de 2018
Le 6 février 2018, un reboot comprenant trois sœurs en rôles principaux telles que Macy, Mel (Melanie) et Maggie (Margarita), est confirmé. Madeleine Mantock a été casté pour jouer Macy, Melonie Diaz pour interpreter Mel et Sarah Jeffery sera Maggie. Rupert Evans jouera Harry, tandis que Ser'Darius Blain incarnera le petit ami de Macy. Le pilote est tourné à Vancouver au Canada entre le 19 mars au 4 avril 2018,.

#### Annulation du reboot de 2018
Le 12 mai 2022, par un communiqué de presse, la série est annulée par The CW., dans le cadre de sa nouvelle politique commerciale mise en place pour sa mise en vente, décide de supprimer de sa grille de programme pour la saison 2022-2023 10 séries dont Charmed 2018. The CW justifie son choix par les mauvaises audiences (Charmed est passé dès le début de sa saison 3 sous la barre des 400 000 téléspectateurs en direct), la fin d'un accord financier entre The CW et Netflix qui permettait au réseau d'engranger de grosses sommes d'argent et maintenir des séries à faibles audiences à l'antenne tout en gagnant de l'argent sur les ventes des droits de diffusion à l'international, et le fait que trop de séries à faibles audiences (en dessous de 600 / 550 000) font chuter la notoriété du réseau voire le mettent en danger de faillite. Rappelons que le réseau The CW est née de la fusion des deux anciens réseaux de télévision américains UPN et THE WB. Ce dernier a connu son heure de gloire entre 1998 et 2006 en diffusant Charmed, Buffy Contre Les Vampires, Angel, Smallville, 7 à la maison,....